# قصر ويلسون
قصر ويلسون (بالانجليزية: Wilson Palace) في جنيف بسويسرا ، أصبح مقر مكتب مفوض الأمم المتحدة السامي لحقوق الإنسان . بعد أن كان المقر الرئيسي لمنظمة عصبة الأمم من 1 نوفمبر 1920، حتى نقلت إلى قصر الأمم بجنيف في 17 فبراير 1936، والذي تم بناؤه بين عامي 1929 و 1938.

## تاريخ
في عام 1924 ، تم تسمية المبنى على اسم الرئيس الأمريكي وودرو ويلسون ؛ لدوره الأساسي في تأسيس عصبة الأمم. كما تعقد هيئات المعاهدات دوراتها فيه. وفي عام 1932 ، تم بناء ملحق زجاجي لاستضافة مؤتمر نزع السلاح لعام 1932. وفي الفترة بين عامي 1937-1984، اتخذت أمانة المكتب الدولي للتعليم من القصر مقراً لها وفي عام 1987 تدمر الملحق بسبب حريق.
ويعد قصر ولسون، الذي يقع على الجانب الغربي من بحيرة جنيف، أحد أبرز المباني على واجهة البحيرة الشهيرة. تم تشييد المبنى المكون من خمسة طوابق و 225 غرفة بين عامي 1873-1875 باسم الفندق الأممي ، وعندما انضمت سويسرا إلى عصبة الأمم التي أُنشئت في عام 1920 ، أصبح المبنى المقر الرئيسي للمنظمة العالمية.